# Manhattan (Montana)
Manhattan – miasto w Stanach Zjednoczonych, w stanie Montana, w hrabstwie Gallatin.